# Gerolamo Giovenone
Gerolamo Giovenone (Vercelli, 1490 circa – Vercelli, settembre 1555) è stato un pittore italiano, nativo del Piemonte.

## Biografia
Nacque verso il 1490 in una famiglia di artisti del legno, intarsiatori e costruttori di cornici di grandi polittici. Formatosi nella bottega di Giovanni Martino Spanzotti, seguì, ai propri esordi pittorici, le orme di quell'altro allievo e collaboratore dello Spanzotti che fu Defendente Ferrari. Di questo periodo è la Madonna con Bambino e Santi ora nella collezione Johnson a Filadelfia, in cui appare con evidenza il debito artistico verso i primi maestri (ove, ad esempio, la si confronti con la Madonna del Polittico dei Calzolai nel Duomo di Torino).
Sempre tra le prime opere (1514) è la Pala Buronzo presso la Galleria Sabauda di Torino di Torino, con le due deliziose figure dei figli della donatrice, l'Adorazione dei Magi dell'Arcivescovado di Vercelli, il Trittico Raspa di Trino Vercellese.

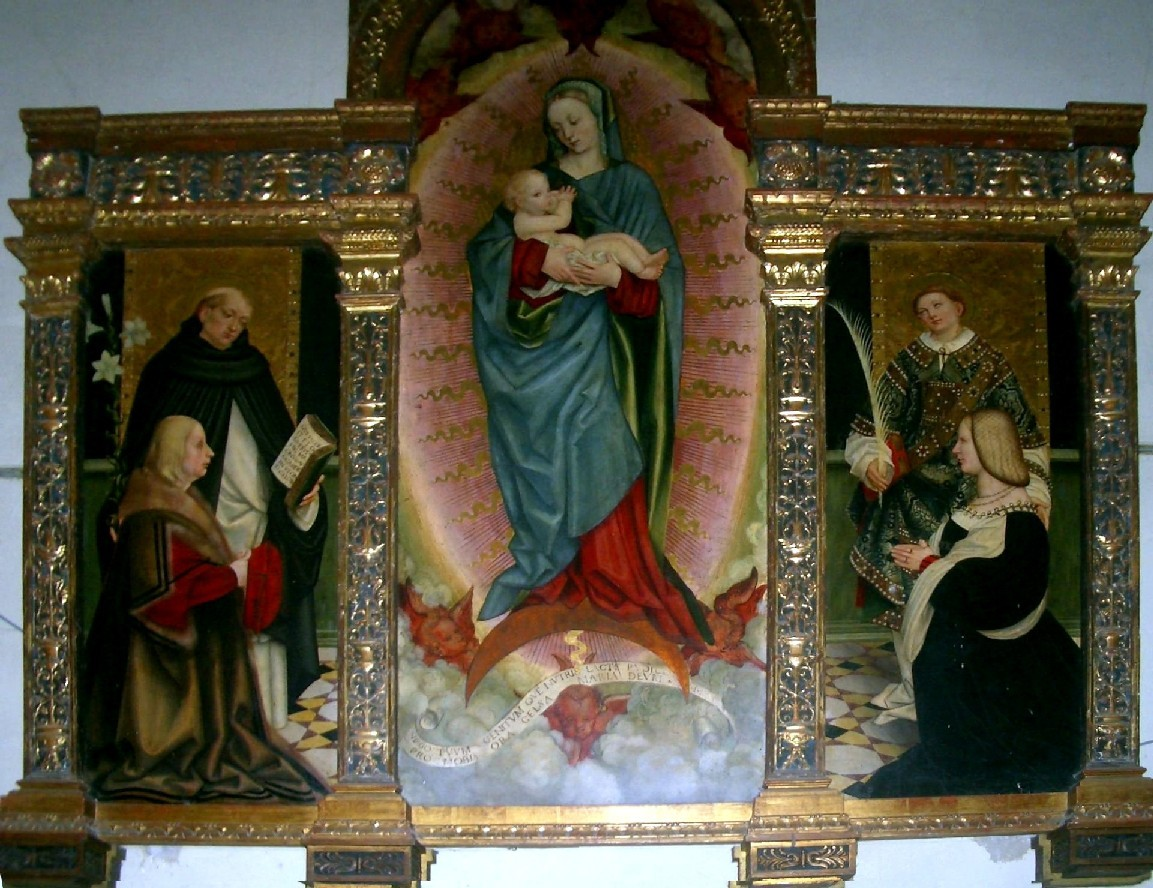
Trittico Raspa, Trino (VC)

Cercò di innovare il suo stile ponendosi, più tardi, sulle orme di Gaudenzio Ferrari, quando il pittore valsesiano diventò il nuovo punto di riferimento obbligato della pittura tra Piemonte occidentale e Milano.
Mantenne sempre, nei suoi modi figurativi, un linguaggio misurato ed espressivo, anche se privo di grandi invenzioni. Un linguaggio che incontrò il favore della committenza: tenne infatti una fiorente bottega a Vercelli. Verso la fine della sua carriera artistica si nota una confluenza di stile con il proprio genero Bernardino Lanino, stimato allievo di Gaudenzio Ferrari.
Ricordiamo tra le sue opere la Madonna col Bambino tra i santi Rocco e Sebastiano (1524) presso la Basilica di San Lorenzo  a Mortara, la Madonna col Bambino di Brera, il Compianto sul Cristo Morto al Museo del Territorio Biellese e la Madonna in trono e Santi del Polo Museale Masseranese (Museo di Masserano)

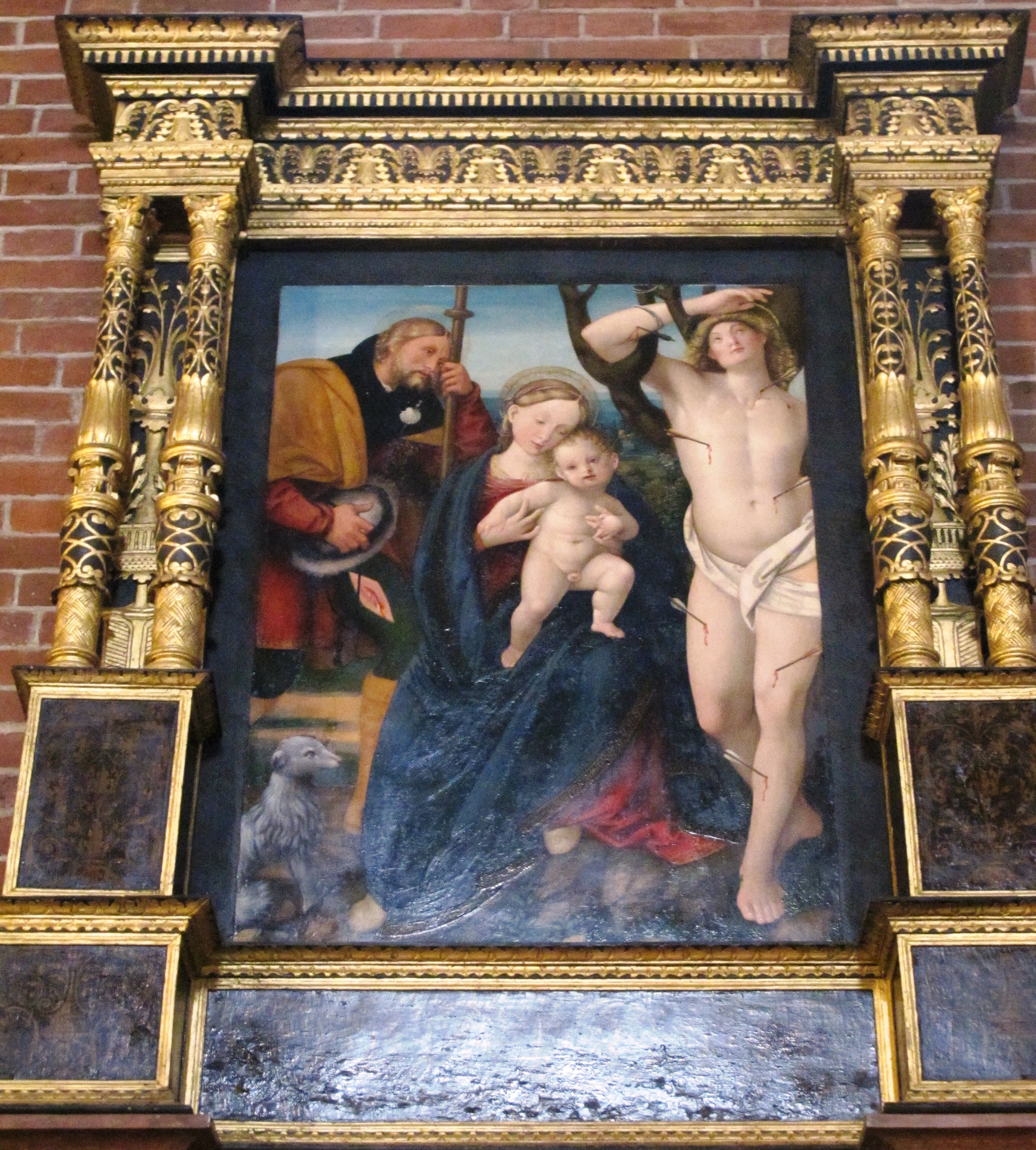
Madonna col Bambino tra i Santi Rocco e Sebastiano, Mortara

Quella di Giovenone fu, secondo il costume delle botteghe dell'epoca, una famiglia di artisti. Gerolamo non va confuso col fratello Giuseppe, e neppure va confuso con il figlio, pur esso di nome Giuseppe (1524- 1589 ca.), né con il nipote Giovanni Battista (1525 – 1573).

## Musei
Opere di Gerolamo Giovenone sono conservate nei seguenti musei:
- Museum of Art di Philadelphia, Johnson Collection, Filadelfia
- Szépművészeti Múzeum, Budapest
- National Gallery, Londra
- Pinacoteca Nazionale di Sassari
- Pinacoteca di Brera, Milano
- Pinacoteca Malaspina, Pavia
- Accademia Carrara, Bergamo
- Museo Francesco Borgogna, Vercelli
- Galleria Sabauda, Torino
- Museo Civico d'Arte Antica, Torino
- Museo del Territorio Biellese, Biella
- Polo Museale Masseranese, Masserano

## Opere
- Assunzione della Vergine al Museo di belle arti di Budapest
- Adorazione del Bambino al Museo Borgogna di Vercelli
- Cristo Bambino ai piedi della croce fra santi, (1525 circa), olio su tela, 149 x 190 cm, Pinacoteca Malaspina, Pavia
- Pala Buronzo alla Galleria Sabauda di Torino
- Polittico nella Collegiata di Sant'Agata (Santhià)
- I quattro Dottori della Chiesa, (1530- 1535), olio su tavola, 140 x 100 cm, Pinacoteca Malaspina, Pavia
- Trittico Raspa nella Chiesa di San Bartolomeo (Trino) di Trino
- Deposizione al Museo del Territorio Biellese
- Madonna col Bambino tra i Santi Rocco e Sebastiano nella Basilica di San Lorenzo in Mortara.
- Madonna col Bambino e Santi nella Collegiata dell'Annunciata del Polo Museale Masseranese (Masserano)